# Stéphane Le Foll
Stéphane Le Foll (Le Mans, 3 de febrer de 1960) és un polític francès socialista. El 16 de maig de 2012 va ser nomenat ministre d'Agricultura del govern Jean-Marc Ayrault.